# Escut de Benavent de Tremp
L'escut de Benavent de Tremp fou l'escut heràldic del municipi de Benavent de Tremp, al Pallars Jussà. Perdé vigència el 1970, any de creació del nou municipi d'Isona i Conca Dellà, i de l'extinció del de Benevent, que en un primer moment adoptà per a tot el nou terme l'escut antic d'Isona, abans de passar el 21 d'abril del 1983 a l'actual. L'escut té el següent blasonament: Tallat, primer, d'atzur, un molí d'or; segon, d'or, quatre pals de gules.